# Tadeusz Szybowski
Tadeusz Szybowski (ur. 16 sierpnia 1932 w Skawinie -  zm. 24 maja 2019 w Krakowie) – polski aktor teatralny.

## Życiorys
Był jednym z dwanaściorga dzieci organisty ze Skawiny. Jego ojcem chrzestnym został prezydent Ignacy Mościcki. Aktorski debiut miał miejsce w 1950 w Teatrze Rapsodycznym. Był także aktorem Teatru Poezji, a w latach 1954–1990 Teatru im. Juliusza Słowackiego w Krakowie, gdzie zagrał ponad 70 ról.
Był bratem ks. Jana Szybowskiego (1915–1992), represjonowanego przez władze komunistyczne w latach 1948–1953 oraz bratem Adama Szybowskiego (1923-2001) − śpiewaka operowego i pedagoga.

## Ważniejsze role
Wcielił się w rolę spowiednika w premierowym przedstawieniu Brata naszego Boga Karola Wojtyły w reżyserii Krystyny Skuszanki, Aktorach w Elzynorze Szekspira, Rozkazie 269 Majakowskiego (oba w reżyserii Mieczysława Kotlarczyka), Kordiana w inscenizacji Bronisława Dąbrowskiego, Arlekina w Sprytnej wdówce (reż. Maria Malicka), Jim w „Szklanej menażerii” w reż. Lidii Zamkow, Pan Młody i Upiór w „Weselu” w reżyserii Mikołaja Grabowskiego. Występował również w Teatrze Telewizji – w Letnikach Maksima Gorkiego (1970), w Wariatce z Chaillot Jeana Giraudoux (1974), oraz w słuchowiskach radiowych (m.in. w Rzeczywistości Jerzego Putramenta w reżyserii Antoniego Bohdziewicza.